# Seiichi Ogawa
Pour les articles homonymes, voir Ogawa.
Seiichi Ogawa (小川 誠一, Ogawa Seiichi) est un footballeur japonais né le 21 juillet 1970 à Chiba. Il évoluait au poste de défenseur.